# Giuseppe Chiarini
Giuseppe Chiarini (Arezzo, 17 agosto 1833 – Roma, 4 agosto 1908) è stato un letterato e critico letterario italiano.

## Biografia
Chiarini fondò a Firenze nel 1856, insieme agli amici Carducci, Ottaviano Targioni Tozzetti e Giuseppe Torquato Gargani, il cenacolo degli Amici pedanti, un sodalizio letterario che aveva elaborato un programma di opposizione alle teorie romantiche per rivendicare la tradizione classica e che rimase attivo fino al 1859, anno in cui, su iniziativa del Chiarini, pubblicò sei numeri della rivista Poliziano, che si occupò precipuamente di letteratura.
Si recò in seguito a Torino, dove collaborò con la Rivista Italiana - fondata da Terenzio Mamiani nel 1860 - fino a divenirne direttore. Con lo spostamento della capitale tornò a Firenze nel 1865, mentre l'anno successivo mutò nome al suo giornale, che divenne l'Ateneo Italiano, in cui confluivano anche il Borghini e La Civiltà Italiana, e cessò col finire dell'anno le pubblicazioni. Per la Rivista e l'Ateneo scrissero, con saggi di erudizione di varia natura, personalità eminenti quali Carducci stesso, Emilio Teza, Alessandro d'Ancona e Domenico Comparetti.
Nel 1879 perse un figlio di nome Dante, in una tragica comune sorte con l'amico Carducci, che in Pianto antico aveva cantato la morte del figlio omonimo (avvenuta nel 1870).
Si trasferì a Roma nel novembre 1884, dove rifiutò la proposta di Angelo Sommaruga di assumere le redini della Domenica letteraria, appena abbandonata da Ferdinando Martini. Accettò invece di dirigere la Domenica del Fracassa, rivista uscita tra il 28 dicembre 1884 e il 14 febbraio 1886.
Quando Adriano Lemmi fondò a Roma la massonica «Loggia di Propaganda», che voleva riunire al suo interno le personalità più eminenti dell'epoca, Chiarini vi aderì , al pari di  Crispi, Zanardelli e Carducci.
Fu il primo biografo di Carducci. Scrisse anche la Vita di Giacomo Leopardi (1905) e la Vita di Ugo Foscolo (1910). 
Intuì  nel giovane D'Annunzio, autore del Primo Vere, un nuovo poeta italiano, così come d'altra parte stigmatizzò l' Intermezzo di rime bollando l'opera di inverecondia, con una tale franchezza «da parere, e non fu mai, antipatia personale». La polemica che si trascinò dietro questo ultimo giudizio venne raccolta in un volumetto che coinvolse  anche Luigi Lodi, Enrico Nencioni e Enrico Panzacchi.

## Opere
- Della filosofia leopardiana, Livorno, Vigo, 1870.
- La nuova metrica della poesia italiana, in «Nuova Antologia», 1º aprile 1878.
- I critici italiani e la metrica delle «Odi barbare», Bologna, Zanichelli, 1878.
- Studi shakespeariani, Livorno, Giusti, 1979.
- Ombre e figure. Saggi critici, Roma, Sommaruga, 1883.
- Donne e poeti. Appunti critici, Roma, Verderi e C., 1885.
- La poesia non muore, in «Nuova Antologia», volume quindicesimo, 16 giugno 1888.
- Gli amori di Ugo Foscolo nelle sue lettere. Ricerche e studi, Bologna, Zanichelli, 1892.
- Le fonti del "Mercante di Venezia", Roma, 1892.
- Nel terzo centenario della morte di Torquato Tasso, Roma, Tipografia Elzeviriana, 1895.
- Studi e ritratti letterari, Livorno, Giusti, 1900.
- Giosuè Carducci. Impressioni e ricordi, Bologna, Zanichelli, 1901.
- Memorie della vita di G. Carducci raccolte da un amico, Firenze, Barbera, 1903.
- Vita di Giacomo Leopardi, Firenze, G. Barbera, 1905.
- La vita di Ugo Foscolo, Firenze, Barbera, 1910.

A questa selezione di saggi sono da aggiungere almeno:
- le numerose edizioni critiche a cura di Giuseppe Chiarini, con relative prefazioni e commenti;
- le Poesie, raccolte in una edizione completa, Bologna, Zanichelli, 1902;
- il carteggio, che comprende la corrispondenza epistolare con Giosuè Carducci, Gabriele D'Annunzio e Giovanni Pascoli.[8]